# Mauritia depressa
Mauritia depressa – gatunek porcelanki. Osiąga od 22 do 56 mm, standardowy okaz mierzy około 45–50 mm. Muszla porcelanki wklęsłej jest zbliżona wyglądem do muszli innych gatunków z rodzaju Mauritia (ma podobną budowę i ubarwienie), takich jak:  M. mauritiana, M. maculifera czy M. histrio.

## Występowanie
Mauritia depressa występuje na obszarze od wschodnich wybrzeży Afryki do centralnej części Oceanu Spokojnego.